# Albert Černý
Albert Černý (ur. 17 lutego 1989 w Trzyńcu) – czesko-polski piosenkarz i gitarzysta. Wokalista zespołów Charlie Straight i Lake Malawi.

## Młodość
Ukończył polską szkołę podstawową i czeskie liceum w Trzyńcu. Ukończył studia z filologii angielskiej na Uniwersytecie Palackiego w Ołomuńcu.

## Kariera muzyczna
W 2019 reprezentował Czechy w 64. Konkursie Piosenki Eurowizji, który odbył się w Tel Awiwie, jako wokalista zespołu Lake Malawi. 14 maja w pierwszym półfinale zespół wykonał utwór „Friend of a Friend”, zajęli 2. miejsce z dorobkiem 242 punktów, kwalifikując się do finału konkursu. 18 maja wykonali utwór w finale konkursu, w którym zajęli 11. miejsce z 157 punktami.
W styczniu 2020 został ogłoszony uczestnikiem programu Szansa na sukces. Eurowizja 2020, czyli polskich selekcjach mających na celu wyłonienie reprezentanta Polski w 65. Konkursie Piosenki Eurowizji w Rotterdamie. Po zaśpiewaniu coveru piosenki „Please Please Me” zespołu The Beatles zakwalifikował się do finału, gdzie zaprezentował się ze swoim zespołem Lake Malawi, wykonując utwór „Lucy”. Zajął drugie miejsce, zdobywszy łącznie 6 punktów w głosowaniu jurorów i telewidzów.

## Życie prywatne
Jest związany z czeską modelką, Barborą Podzimkovą.